# 天燕-90
天燕90空对空导弹（TY-90 AAM）是中国于20世纪90年代后期开始研制的一种近距红外制导空对空导弹。

## 研发与特点
研发目的主要为中国人民解放军认为武装直升机空战将较为多见，便携防空导弹的威力对有装甲保护的武装直升机杀伤有限，而AIM-9与PL-8这样的常规近距格斗导弹又太重且导引头超低空性能不佳，不适宜直升机挂载，于是专门为武装直升机间空战而研发一种能有效抵御地面杂波干扰的轻型近距格斗导弹，据媒体称是世界上第一种专门设计用于直升机空战的导弹。
该型导弹为多元制冷锑化铟红外导引头，抗干扰能力较强。弹头采用3.5公斤重离散杆战斗部，近炸与触发两用引信。导弹采用固体火箭发动机，速度大于2马赫，射程为6000米，射高为0-6000米。
据报道该导弹不同于其他自然气动旋转的近程格斗导弹，而是在尾翼上装备了气动陀螺以抑制导弹的旋转倾向，使得导弹可以将目标设定为直升机上方，以避开直升机侧部及底部装甲，在顶部爆炸攻击旋翼、发动机、座舱等薄弱部位以确保击落目标。

## 装备
该型导弹大量用于装备中国人民解放军武装直升机，近年来亦有该型导弹用于无人机及地面防空系统的报道。另据报道，此型导弹已经出口缅甸武装。

## 衍生型

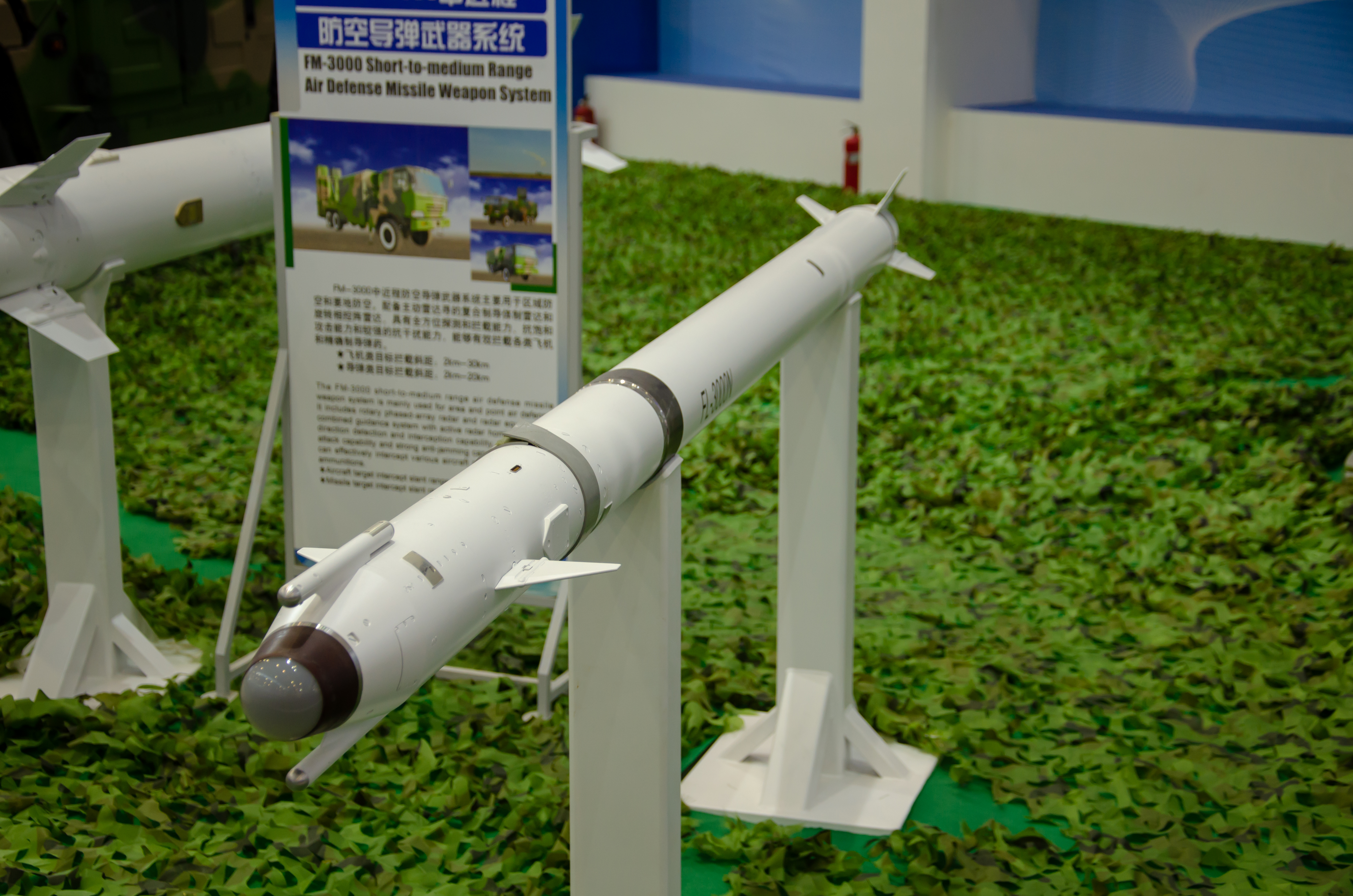
展示中的FL-3000N飛彈

紅旗-10是艦載近程防空飛彈，是天燕-90型空對空飛彈的艦射改進型，外貿型代號「FL-3000N」，「FL」是「飛龍」的字首。最遠射程可達10～12公里，紅旗-10的攻擊精準度據稱高於95%。

## 外部連結
- “天燕”90导弹_环球新军事
- 天燕90自行式高机动防空系统航展亮相 新浪网（页面存档备份，存于）
- 倚天与猎手防空系统均使用国产天燕90导弹 新浪网（页面存档备份，存于）
- 国产无人机直升机格斗导弹天燕90高调亮相 新浪网（页面存档备份，存于）
- 简氏称中国天燕90导弹出口缅甸配备米17直升机 新浪网（页面存档备份，存于）
- 武直10已裝備天燕空對空飛彈（页面存档备份，存于）